# Friedrich Gottlob Hayne
Friedrich Gottlob Hayne (Jüterbog, 18 de março de 1763 – Berlim, 28 de abril de 1832) foi um botânico, farmacêutico e professor universitario alemão. Foi laureado em botânica e micologia.

## Biografia
De 1778 a 1796 foi farmacêutico em Berlim; para logo iniciar trabalhos em botânica com Carl Ludwig Willdenow.
Em 1797 foi trabalhar na Prússia.
De 1801 a 1808 trabalhou em  Schönebeck como assistente na  „Königlichen Preußischen Chemischen Fabrique“ (Hermania) e, em  1793, com o farmacêutico  Carl Samuel Hermann instalam a primeira indústria química alemã.  Nessa época em Schönebeck supervisiona as obras da fábrica e ainda tem tempo para coletar plantas.
Devido ao Tratado de paz de Tilsit de 1807 o Império Prussiano perde a metade do seu território. Como resultado, Hayne se muda  para Berlim em 1808, e partir de  1811 assume o cargo de docente de botânica na Universidade de Berlim.
Em 1814 assume a cátedra de professor extraordinario. Em  1828 assume o cargo de de professor de Botânica Farmacêutica, continuando a realizar frequentes excursões botânicas.
Produziu  600 ilustrações de plantas de grande interesse farmacêutico.
Foi membro honorário da Gesellschaft Naturforschender Freunde zu Berlin ( Sociedade de Amigos da Ciência Natural de Berlim.

## Obras
- Termini botanici iconibus illustrati, oder botanische Kunstsprache durch Abbildungen erläutert. 2 vols., 1799–1812, Neuausgabe 1817
- Botanisches Bilderbuch für die Jugend und Freunde der Pflanzenkunde. 5 vols., 1798–1819, junto com  Friedrich Dreves
- Getreue Darstellung und Beschreibung der in der Arzneykunde gebräuchlichen Gewächse wie auch solcher, welche mit ihnen verwechselt werden können. 11 vols., 1805–1846 ( continuado  por Johann Friedrich Brandt, Julius Theodor Christian Ratzeburg e Johann Friedrich Klotzsch)
- Getreue Darstellung und Beschreibung der in der Technologie gebräuchlichen Gewächse ("Representações e descrições das plantas usadas em tecnologia " . 1809
- Abbildungen der deutschen Holzarten. 2 vols. com 216 ilustrações coloridas a mão, 1810–1920, junto com Friedrich Guimpel e Carl Ludwig Willdenow.
- Abbildungen der fremden, in Deutschland ausdauernden Holzarten ( Imagens e ilustrações de diferentes madeiras nativas e exóticas. 24 textos de exercícios e 144 ilustrações coloridas, 1819–1830, junto com Friedrich Guimpel e Cristoph Friedrich Otto
- Dendrologische Flora oder Beschreibung der in Deutschland im Freien ausdauernden Holzgewächse, ein Handbuch für Kameralisten, Forstmänner, Gartenbesitzer, Landwirthe . 1822.